# Kurtuluş Hareketi
 (février 2018).
Si vous disposez d'ouvrages ou d'articles de référence ou si vous connaissez des sites web de qualité traitant du thème abordé ici, merci de compléter l'article en donnant les références utiles à sa vérifiabilité et en les liant à la section « Notes et références ».
Kurtuluş (Libération) est un mouvement politique marxiste-léniniste turc, formé autour de l'hebdomadaire Kurtuluş et du mensuel Kurtuluş Socialist Magazine. Emprisonnés au début de la lutte armée en 1971, les membres du THKP-C sont libérés en 1974. De temps en temps[pas clair], des organisations comme le THKP-C/KURTULUŞ, l’Organisation turque de libération du Kurdistan du Nord (TKKKO) réutilisent ce nom d’ « Organisation de libération ».
Parmi les fondateurs du mouvement, il y a Mustafa Kemal Kaçaroğlu, Mahir Sayın, İlhami Aras, Ali Demir, Seyfi Cengiz et Şaban İba, des anciens membres de Dev-Gençs et du THKP-C. La question la plus controversée dans le mouvement a été la question kurde. L'organisation de jeunesse de Kurtuluş était l’Union de libération de la jeunesse (Genç Kurtuluşçular Birliği, GKB). Ces jeunesses utilisent parfois KURTULUŞ / GKB comme nom. GKB a organisé à divers moments des actions armées et des attaques aux cocktails molotov.
Necdet Adalı, le premier accusé à être exécuté après le coup d’état du 12 septembre 1980, est membre de Dev-Lis, l'aile lycéenne de Kurtuluş.
En 1994, il participe à la formation du Parti socialiste unifié. Il rejoint ensuite l'ÖDP en 1996, en même temps que le BSP. Après un débat sur la question kurde en 2002, les membres de Kurtuluş, les Trotskystes et les Foquistes créent le Parti de la démocratie socialiste.
Enfin, une partie de Kurtuluş, qui a quitté le Parti de la démocratie socialiste, crée le Parti socialiste des travailleurs en tant qu'organisation de transition en 2008 en vue d’un « rétablissement ». En 2011, se tient le 2e congrès extraordinaire du parti. Après ce congrès, des membres du parti souhaitant que ce dernier soit dirigé par « l’organisation de libération », fraction formée en dehors du parti, démissionnent. Après un certain temps[pas clair], ceux qui ont démissionné du parti décident de participer à nouveau au Parti de la démocratie socialiste, pensant pouvoir en faire une base pour la restauration indépendante de Kurtuluş. Ils quittent après[pas clair] le parti pour contribuer à créer le Parti de la refondation socialiste.